# Karel Kula
Karel Kula (* 10. August 1963 in Český Těšín, Tschechoslowakei) ist ein ehemaliger tschechoslowakischer, später tschechischer Fußballspieler, Fußballtrainer und derzeitiger Manager von Fotbal Třinec.

## Spielerkarriere
Karel Kula spielte ab 1981 für die A-Mannschaft von Baník Ostrava. Nachdem er 1982 kurzzeitig von seinem Jugendverein TZ Třinec eingesetzt worden war, spielte der Verteidiger von 1982 bis 1984 für Dukla Banská Bystrica, ehe er zu Baník Ostrava zurückkehrte. Dort war er schließlich bis 1991 aktiv, ehe er den Sprung ins Ausland schaffte und zu den Stuttgarter Kickers in die Bundesliga transferierte, wo er in 28 Spielen sechs Tore erzielte. 1992 ging Kula zur SG Wattenscheid 09, wo er bis 1995 blieb. Anschließend wechselte er zum damaligen tschechischen Zweitligisten und seinem Ausbildungsklub Fotbal Třinec. Anfang 1997 trat Kula erneut den Weg zu Baník Ostrava an, für die er innerhalb eines Jahres in saisonübergreifend 21 Spielen auflief. Anfang 1998 ging Kula zurück nach Třinec, wo er noch bis zum Ende der Saison 1998/99 spielte. Danach war ein neuerlicher Wechsel ins Ausland angesagt, genauer gesagt ins nicht weit entfernte Burgenland, wo er beim damaligen Drittligisten ASK Baumgarten anheuerte. In Baumgarten kam er in insgesamt vier verschiedenen Spielzeiten (davon drei in der Regionalliga) zum Einsatz, wobei er es in den drei Regionalligaspielzeiten auf eine Bilanz von 51 Ligaeinsätzen und elf Toren brachte. Mit dem Jahr 2003 kam ein weiterer Schritt ins Unterhaus, als er zum ASV Neufeld in die burgenländische siebent- und damit letztklassige 2. Liga Nord wechselte. Nach nur einer Spielzeit folgte ein weiterer Wechsel zurück in die viertklassige Burgenlandliga zum FC Illmitz, wo Kula im Jahre 2005 im Alter von knapp 42 Jahren auch seine Karriere als Aktiver beendete und umgehend eine Karriere als Fußballtrainer startete.
Für die tschechoslowakische Fußballnationalmannschaft absolvierte Kula 40 Spiele, in denen er fünf Tore erzielte; davor war er bereits für die tschechoslowakische U-21-Nationalelf (15 Länderspieleinsätze) und für die Olympiaauswahl der Tschechoslowakei im Einsatz (1 Spiel/1 Tor).

## Trainerkarriere
Karel Kula arbeitete von 2006 bis 2008 als Trainerassistent bei Baník Ostrava und von 2005 bis 2007 auf der gleichen Position bei der tschechischen U-18- bzw. U-19-Nationalmannschaft. Von 2008 bis 2010 war er Co-Trainer bei Fotbal Třinec, danach fungiert er in dieser Position ab 2010 beim MFK Karviná. Noch im gleichen Jahr wurde er zum Cheftrainer des Klubs bestellt und hielt dieses Amt bis zum Jahre 2012 inne.